# エミ・ヴァルター

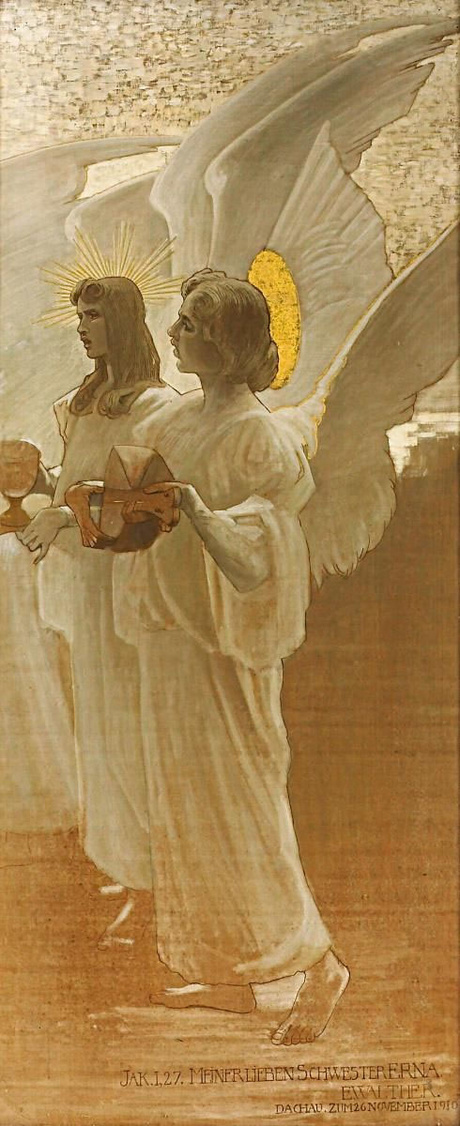
ヴァルター作
「2人の天使」 (1910)

エミ・ルイーゼ・ヴァルター（Emmi Louise Walther、または Emmy Luise Walther、1860年10月30日 - 1936年9月11日）はドイツの画家、工芸家である。

## 略歴
ハンブルクの中流階級に生まれた。ハンブルクの風景画家、フリードリヒ・シュヴィンゲから絵を学び、ハノーファでも学んだが、職業として画家を目指したのは30歳を過ぎてからであった。1896年にミュンヘンに移り、私立の美術学校で、人物画を得意とするルートヴィヒ・シュミット＝ロイテから人物画を学んだ。その年の11月、多くの芸術家が活動していたダッハウに移り、アドルフ・ヘルツェルの美術学校で学んだ。ヘルツェルの夏期学校に参加した画家のエミール・ノルデと知り合い、ノルデとアムステルダムを経由してパリに移った。
パリではいろいろな私立学校で学び、アカデミー・カルメンでは、アール・ヌーボーの画家とし有名になるアルフォンス・ミュシャからも指導を受けた。パリではパウラ・モーダーゾーン＝ベッカーやクララ・ヴェストホフといった女性芸術家と知り合った。1900年にはブルターニュの海岸の町コンカルノーや北ドイツのヴォルプスヴェーデといった芸術家村になっていた場所を訪れた。
1916年からダッハウに定住し、1919年にダッハウ芸術家協会(Künstlervereinigung Dachau)の44人の創立メンバーの一人となった。水彩画を得意とし刺繡の作品も制作した。
ダッハウの通りの名前にヴァルターの名前が付けられた。作品はダッハウ美術館などに収蔵されている。

## 作品

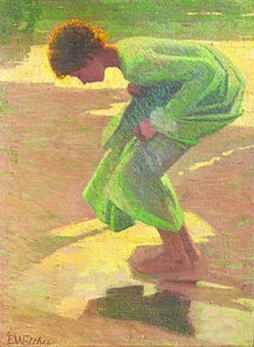
水たまりと少女
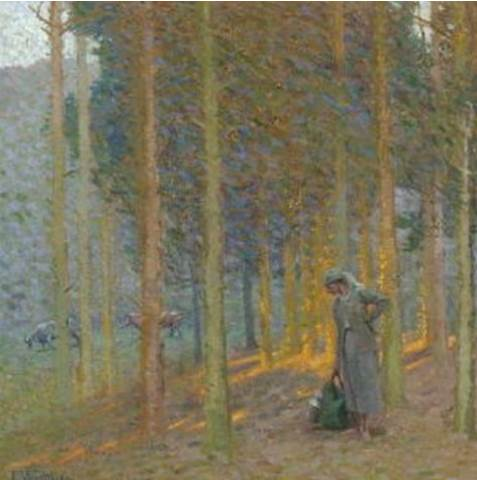
女性像
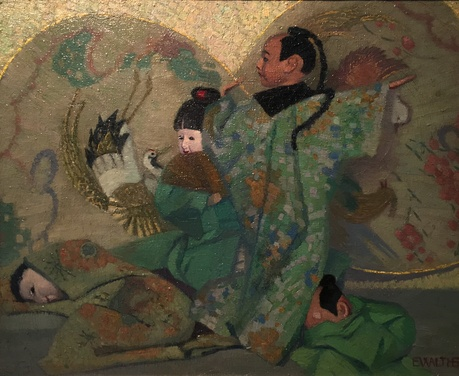
日本人形